# 후란루역
후란루역(중국어: 呼兰路站)은 중국 상하이시 바오산구 궁허 신로·후란로 교차로에 위치하며 2004년 12월 28일에 개업한 상하이 지하철 1호선의 고가역이다. 건설 중인 지하철 18호선 2단계도 이 역을 지나 1호선과 18호선을 연결 하는 환승역이 된다.

## 역 구조
후란루역은 고가역으로 1층 궁허 신로(共和新路)에 4개의 출구가 있고, 2층에는 대합실로 지하철 매표, 교통카드 충전, 보안검색 등의 서비스를 제공하며, 3층에는 승강장으로 2개의 상대식 승강장이 있다.역은 남북고가 북행선과 남행선 사이에 세워졌다. 아래는 후란루역의 층별 분포도이다.
| 3층    | 상대식 승강장, 오른쪽 출입문이 열림 | 상대식 승강장, 오른쪽 출입문이 열림        |
| 3층    | ←                                   | █ 1호선 푸진루 방면 (궁푸신춘)             |
| 3층    | →                                   | █ 1호선 신좡 방면 (퉁허신춘)               |
| 3층    | 상대식 승강장, 오른쪽 출입문이 열림 |                                            |
| 2층    | 대합실                              | 고객 센터, 자동 매표기, 수동 서비스 카운터 |
| 지면층 | 출구                                | 1-4번 출구                                 |

## 버스 노선
552구간, 705, 726, 916

## 역 출구
|                         |                                                 |  |  |
| 출구 번호               | 출구 위치                                       |  |  |
| 1번 출구                | 궁허신로(共和新路) 동측, 후란로(呼兰路北) 북측  |  |  |
| 2번 출구                | 궁허신로(共和新路) 동측, 후란로 남(呼兰路) 남측 |  |  |
| 3번 출구                | 궁허신로(共和新路) 서측, 후란로 남(呼兰路) 남측 |  |  |
| 4번 출구                | 궁허신로(共和新路) 서측, 후란로(呼兰路北) 북측  |  |  |
| 아이콘 설명: 엘리베이터 |                                                 |  |  |